# 米納雷特冰原島峰
72°42′S 162°10′E / 72.700°S 162.167°E
米納雷特冰原島峰（英語：Minaret Nunatak），是南極洲的冰原島峰，位於維多利亞地，處於伯克特冰原島峰以西2公里，屬於莫紐門特冰原島峰的一部分，海拔高度2,115米，由新西蘭探險隊命名，現時由南極條約體系管理。